# Litoprosopus hatuey
Litoprosopus hatuey là một loài bướm đêm trong họ Erebidae.